# SonicStage Mastering Studio
SonicStage Mastering Studio（ソニックステージ・マスタリング・スタジオ）は、ソニーが開発したWindows用音楽編集ソフトウェア。当初はアナログ音源を高品質なデジタル音源に変えるソフトであった。プロセス名はどのバージョンでもSSMS.exeである。Windows 7対応版のRecorder Edition Ver.2.4.03が最終版であり、VAIOへのバンドルは2009年秋モデルより終了している。

## 概要
- ソニー株式会社製パーソナルコンピュータ(VAIOシリーズ)とリニアPCMレコーダー(PCM-D50・Recorder Edition)のみに付属するソフトウェアで販売、配布などは行われていない。略してSSMSまたはSSMSREとも記す。ソニーの方針変更により、事実上の開発終了が宣言された。以後は、同社のPCMレコーダーPCM-D50へのバンドル向けの再調整に伴う小規模のアップデートが行われたのみである。2.4.01と2.4.03がその例である。
- Windows 7 においては、ASIOやDSD、SoundRealityなどへの対応に、大幅な制限がある。

- 基本的な使い方は、録音⇒編集・加工⇒保存・書き出しである。尚、保存・書き出し時は同社のSBM（スーパー・ビット・マッピング）の機能を用いることができる。（読み込み時の音源が20bit以上で、16bit44.1kHzでの出力に限る。）
- 名前の由来は同社のSonicStageからであり、音楽関連のソフトウェアの名前をSonicStageとする流れから付けられた。
- テーマ写真の業務用ミキサーはOXF-R3からである。
- WAVESプラグインは一時4種にまで増加したが、WAVESHELLなどでややこしいプロテクションがソニーによりなされている。ソニーオックスフォードプラグインも一部SSMS.EXEの内部から起動するようになっている。

## オーディオフィルタ機能
- パソコンから出力される音にエフェクトをかけることも可能でWaves、Sony、QSound製のエフェクトプラグインが13種標準で含まれており、
- VST形式のプラグインを読み込める(Version 2.0.08.09101現在)。13種中8種のプラグインを同時に適用することが可能(1つのエフェクトプラグインを複数回使用することも可)である。
- プロセス名：SSMSFilter.exe

## 各バージョンの詳細

### SonicStage Mastering Studio 1.x
2003年春モデル以降で「Sound Reality」を搭載していないVAIOに付属する。
- バージョン1.0

最初のバージョン。
- バージョン1.1

Mood Logic社のデータベースを採用。
- バージョン1.2

バージョン1.1のバグ修正と機能強化。
- バージョン1.3

バグ修正と機能強化。
- バージョン1.4

オーディオフィルタ機能強化。

### SonicStage Mastering Studio 2.x
2005年秋モデル以降に搭載された。主に機能の強化が挙げられる。24bit192kHzまでのWAV、及びDSD出力、2ch→5.1ch変換・出力が可能となった。（いずれも「Sound Reality」搭載のVAIOに限る）
- バージョン2.0

スーパーオーディオCDに使われているDSDファイルを作成することができるようになった。（DSF形式のみ）
- バージョン2.1

DSDディスクの作成が可能になった。このディスクはプレイステーション3で再生できる。
DSDIFF形式のDSDファイルの取り込みが可能になった。
Windows Media PlayerでのDSDファイル再生に対応した。
- バージョン2.2

曲情報取得機能に利用するサービスがMoodLogicからGracenote MusicIDに変更。
他社製DSD録音機器とのリンクに対応。
DSD基本性能の強化とSBM Direct機能追加。
- バージョン2.3

Windows Vistaに対応。
Sound Reality搭載機種では、アップグレードによりSound Realityを使用したDSD/ASIO機能を使用することができる。
バージョン2.4
バージョン2.6
最終バージョンである。

## 派生ソフト
ハイエンドリニアPCMレコーダーPCM-D50に付属する「SonicStage Mastering Studio Recorder Edition」が派生ソフトとして存在する。このアプリケーションソフトではVAIO以外のWindowsパソコンへのインストールが可能。しかし、DSD機能が使えるのは「Sound Reality」搭載のVAIOのみである。現在、Windows 7対応のVer.2.4.03がサポートサイトからダウンロード可能だが、インストールするにはPCM-D1またはPCM-D50を接続する必要がある。
また、搭載するプラグインはサラウンドの調整など生録音の補正に用いるためのものだけであり、VAIOにバンドルされた有名メーカー製プラグインはインストールされない。Windows 8以降でもダウンロード可能だがソニーの対応はない。
2017年3月末にダウンロード提供を終了すると宣言している。

## 後継ソフトウェア
Sound Forge Audio Studioが後継ソフトとして存在している。